# 기성도병
기성도병(箕城圖屛)은 서울특별시 종로구 서울역사박물관에 있는 조선시대의 병풍이다. 2003년 12월 30일 서울특별시의 유형문화재 제176호로 지정되었다.

## 개요
8첩 병풍에 평양성(平壤城)과 대동강(大洞江)의 전경 및 평양감사(平壤監司)의 대동강(大洞江)에서의 선유(船遊)광경을 가로로 길게 담은 성읍풍속도(城邑風俗圖)이다.
제 1첩은 평양성 밖, 제 2-5첩은 내성(內城), 제 6첩은 중성(中城), 제 7-8첩은 외성(外城)의 모습이 그려져 있다. 각종 지형과 시설물, 공해(公廨,관청)등에는 묵서(墨書)로 해당 명칭을 표기하였는데 매우 상세한 편이다. 평양성의 우측에서 비스듬하게 내려다본 시점이 일관되어 평행 사선 방향으로 늘어선 건물들의 모습과 지세의 원근(遠近)및 고저(高低)도 자연스럽다. 산수는 황토색과 녹색으로 선염(渲染)하고 부드럽고 두툼한 청색의 필선으로 산의 주름을 따라 마치 음영을 나타내듯이 질감을 나타낸 청록산수이며, 윤곽선 부근은 점묘(點描)와 짧은 피마준(披麻皴)으로 처리하였다.
건물 표현에서는 전축(塼築)의 성곽이 보이고 용마루 등 지붕 윤곽은 흰색으로 그려져 있다. 분홍색 꽃나무는 계절 감각을 나타낸다. 화면 우측 대동강에는 ≪평양감사환영도(平壤監司歡迎圖)≫의 <대동강선유(大洞江船遊)> 장면을 연상시키는 평양감사(平壤監司)의 뱃놀이 광경이 화려하게 펼쳐져 있다. '평양전도(平壤全圖)', '기성전도(箕城全圖)'등의 이름으로 전하는 평양 전경을 그린 8첩 병풍은 여러 점 있다. 대개 시점과 화면 구성이 이 그림과 유사한데 하나의 형식이 재차 이모(移摸)되면서 이러한 전형이 성립된 것으로 보인다. 다만, 하단에 평양감사의 행렬이 있는 경우와 없는 경우의 두 가지가 있다. 행렬이 있는 경우는 감사행렬이 대동강 이남의 육지로 길게 그려져 강을 건너기 전의 모습을 그린 것이 대부분인데 서울역사박물관에 소장된 이 그림에는 대동강에서 뱃놀이하는 장면이 그려진 점이 특이하다. 이 그림은 기존의 도성도(都城圖)와 달리 평양 도성도(都城圖)와 평양감사 선유도(船遊圖)가 결합된 드문 유물로 조선 말기 성읍 풍속도(城邑 風俗圖)의 우수성과 변화상을 보여 주는 자료로서 가치가 있고 평양성 전경을 그린 같은 종류의 그림 가운데 보존상태도 좋다.

## 참고 문헌
- 기성도병 - 국가유산청 국가유산포털